# Château de la Mothe (Arvier)
Le château de la Mothe est un château valdôtain. Il se situe au chef-lieu d'Arvier, en Vallée d'Aoste.
Appelé historiquement château d'Arvier, ce terme fait désormais référence au château de Montmayeur afin d’éviter toute confusion.

## Histoire
L'histoire du château de la Mothe est peu claire. Il est cité pour la première fois en 1287 par Aymon d'Arvier.
Selon Jean-Baptiste de Tillier, il tirerait son nom du noble savoyard Aymar de la Mothe,  secrétaire du comte Philippe de Savoie qui épouse à la fin du XIIIe siècle l'héritière de la famille d'Arvier.
En 1306 ou en 1409, il est cédé aux d'Avise qui l'utilisent comme maison de plaisance, et ensuite aux Sarriod de la Tour et aux de Lostan. Il était déjà en ruines au début du XVIIIe siècle.
La région autonome Vallée d'Aoste l'achète en 2006.

## Architecture
Il se compose par une tour carrée avec un corps de bâtiment éventré remontant sans doute aux XIVe – XVe siècle selon André Zanotto. On remarque les traces d'une tour et de l'enceinte.
Au premier étage on y voit les restes d'une cheminée et de fresques qui seraient attribuables à une chapelle.

## Phases de construction
Une enquête archéologique a mis en relief cinq phases de construction.
- Avant 1250 (prob. 1236-1237) : dont rien n'est parvenu à nos jours ;
- XIVe siècle : après 1376 : dont font partie la plupart des corps de bâtiment visibles aujourd'hui ;
- XVe siècle : dont fait partie surtout l'enceinte ;
- XVIe siècle : au cours de laquelle l'édifice a subi des modifications importantes au niveau du volume et de la restauration des décorations et de plusieurs éléments architecturaux, en raison du goût artistique raffiné des d'Avise, les propriétaires à l'époque ;
- XIXe siècle : marquant la décadence en ruines du château à la suite de son abandon.

### Le château aujourd'hui
Après des siècles d'abandon, la région autonome Vallée d'Aoste e la commune d'Arvier ont entamé un projet de restauration ayant des fins touristiques. Le château de la Mothe est à ce jour fermé au public.

## Galerie de photos

Le château de La Mothe dans une photo de Jules Brocherel (1871- 1954).
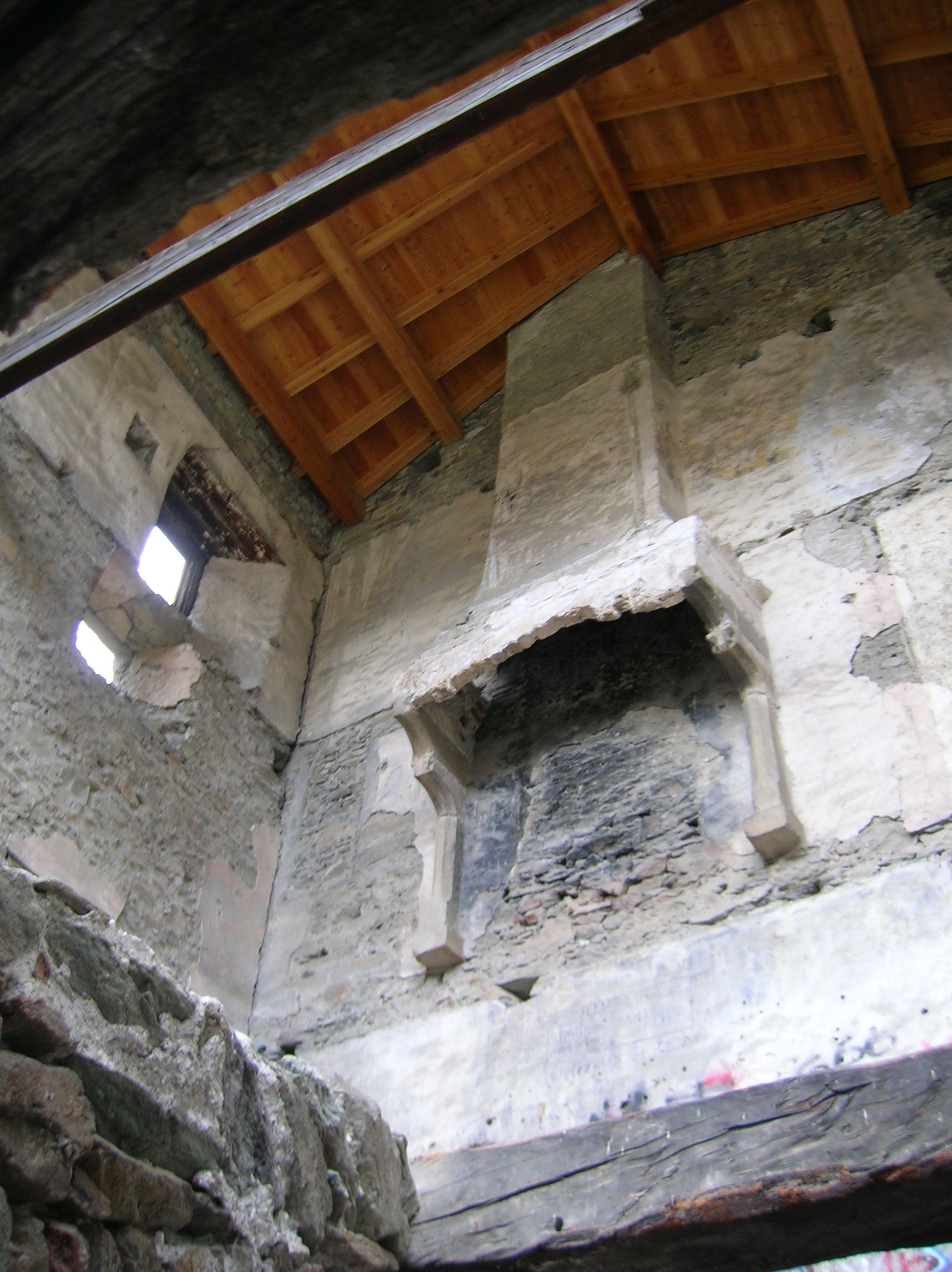
La cheminée.
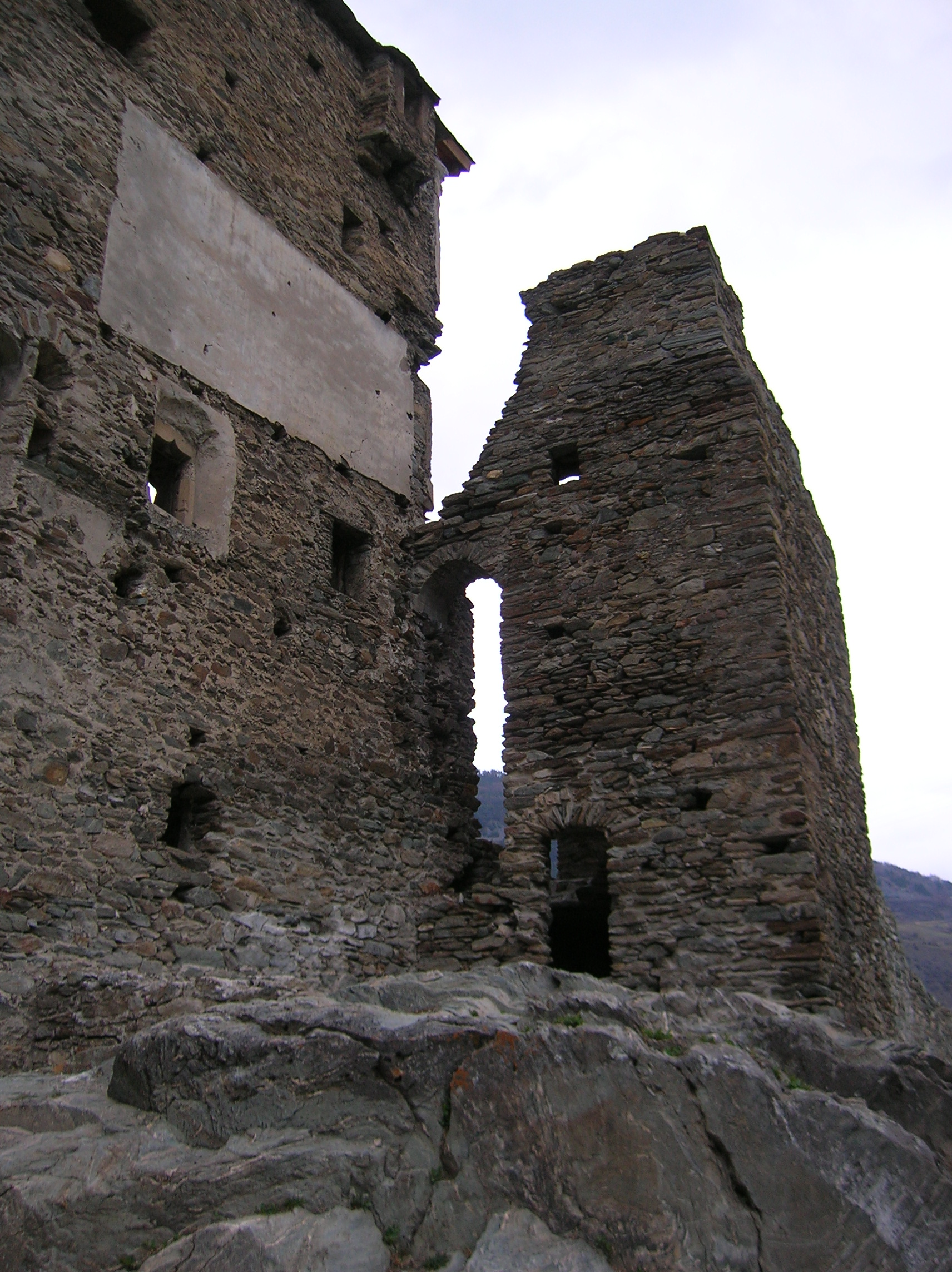
Les ruines montrent les interventions successives.